# Relaciones Chile-Kuwait
Las relaciones Chile-Kuwait son las relaciones internacionales entre la República de Chile y el Estado de Kuwait. 

## Historia
Las relaciones entre ambos Estados fueron establecidas en 1961.
En julio de 2010, el Primer Ministro de Kuwait, jeque Naser Al-Mohamed Al-Sabah, realizó una vista de Estado a Chile, oportunidad en que suscribió junto al presidente Sebastián Piñera la creación de una Comisión Conjunta de Cooperación, estableciendo una instancia de diálogo político y negociación bilateral, un acuerdo de cooperación económica, un acuerdo comercial, para expandir el intercambio de bienes y servicios y un acuerdo de servicios aéreos. A fines de ese año, Kuwait abrió una embajada en Chile.

## Relaciones económicas
En materia económica, el intercambio comercial entre ambos países ascendió a los 3,4 millones de dólares estadounidenses en 2022. Los principales productos exportados por Chile a Kuwait fueron nueces, almendras y jurel, mientras que Kuwait mayoritariamente exporta al país sudamericano hidróxido de sodio y perfumes. 

## Misiones diplomáticas
- La embajada de Chile en los Emiratos Árabes Unidos concurre con representación diplomática a Kuwait.[5]
- Kuwait cuenta con una embajada en Chile.[6]